# Дентон (Монтана)
Дентон (англ. Denton) — місто (англ. town) в США, в окрузі Фергус штату Монтана. Населення — 205 осіб (2020).

## Географія
Дентон розташований за координатами 47°19′18″ пн. ш. 109°56′56″ зх. д. / 47.32167° пн. ш. 109.94889° зх. д. (47.321727, -109.948919). За даними Бюро перепису населення США в 2010 році місто мало площу 1,97 км², уся площа — суходіл. В 2017 році площа становила 1,85 км², уся площа — суходіл.

## Демографія
Згідно з переписом 2010 року, у місті мешкало 255 осіб у 120 домогосподарствах у складі 64 родин. Густота населення становила 129 осіб/км². Було 156 помешкань (79/км²).
Расовий склад населення:
| - 99,2 % — білих |

До двох чи більше рас належало 0,8 %. Частка іспаномовних становила 2,0 % від усіх жителів.
За віковим діапазоном населення розподілялося таким чином: 22,7 % — особи молодші 18 років, 50,2 % — особи у віці 18—64 років, 27,1 % — особи у віці 65 років та старші. Медіана віку мешканця становила 44,8 року. На 100 осіб жіночої статі у місті припадало 107,3 чоловіків; на 100 жінок у віці від 18 років та старших — 105,2 чоловіків також старших 18 років.
Середній дохід на одне домашнє господарство становив 59 884 долари США (медіана — 38 750), а середній дохід на одну сім'ю — 67 496 доларів (медіана — 45 000). За межею бідності перебувало 7,0 % осіб, у тому числі 0,0 % дітей у віці до 18 років та 7,2 % осіб у віці 65 років та старших.
Цивільне працевлаштоване населення становило 108 осіб. Основні галузі зайнятості: освіта, охорона здоров'я та соціальна допомога — 27,8 %, роздрібна торгівля — 21,3 %, будівництво — 15,7 %, сільське господарство, лісництво, риболовля — 12,0 %.